# Split Your Lip
Albums de Hardcore Superstar
Beg For It
(2009)
Split Your Lip est le huitième album de Hardcore Superstar, sorti en 2010.

## Track list
1. Sadistic Girl - 4:06
2. Guest List - 4:02
3. Last Call For Alcohol - 3:24
4. Split Your Lip - 3:19
5. Moonshine - 3:57
6. Here Comes That Sick Bitch - 3:21
7. What Did I Do - 3:51
8. Bully - 3:28
9. Won't Go To Heaven - 3:04
10. Honeymoon - 3:28
11. Run To Your Mama - 4:58
12. Lovin' The Dead - 4:17